# Katanga Express Gulfstream IV-styrtet
Katanga Express Gulfstream IV-styrtet er et flystyrt den 12. februar 2012, styrtede et Katanga Express Gulfstream IV business jet ned i en kløft omkring 20 meter Kavumu Airport, da de forsøgte at lande der. Begge piloter samt to passagerer blev dræbt sammen med to landmænd på jorden, mens de tre overlevende fik vedvarende skader, herunder finansminister Augustin Matata Ponyo.

## Undersøgelse
Efter styrtet, besluttede DR Congo's regering at suspendere licensen for Katanga Express. Samtidig forsøger et hold fra DR Congo og USA at undersøge årsagen til ulykken.